# طريق شاو لين
طريق شاو لين (少林寺への道)، التي أصدرت في الأصل في أمريكا الشمالية باسم Kicker ، هي لعبة فيديو تم إصدارها عام 1985 بواسطة كونامي. كانت اللعبة ناجحة تجاريًا ، حيث أصبحت مخططًا ناجحًا في الأركيدات. تم نقله إلى العديد من أجهزة الكمبيوتر المنزلية المبكرة وتم عرضه أيضًا في المجموعات الكلاسيكية في عام 1998، وأصدرت لـ مايكروسوفت في عام 2010.

## حبكة
يتحكم اللاعبون في شخصية تدعى وانبيو (تغير اسمه في عدد من الاصدارات الاخرى) ، الذي أتقن للتو سر فنون القتال القتالية على طراز تشين. ثم واجه عصابة ياموشا ، المسؤول أيضًا عن اغتيال سيده راوشو ، وهو محاصر داخل معبد جاكن . يحاول الهروب والانتقام بمهاراته الجديدة.

## اللعب
تتكون عناصر التحكم من عصا تحكم بأربعة مواضع وزرين. الهدف من كل مستوى ("خطوة") هو هزيمة عدد محدد من الأعداء ، كما هو موضح بواسطة عداد على الشاشة. يمكن للاعب التحرك إلى اليسار أو اليمين ، والقفز بين المنصات / الطوابق ، والهجوم بضربات القفز / الركل المختلفة.
تتضمن اللعبة ما مجموعه خمسة تصاميم مختلفة للخطوات ، والتي تتكرر في دورة مع زيادة الصعوبة. بمجرد فقدان جميع الأرواح ، تنتهي اللعبة.

## السجلات
يحتفظ Estel Goffinet بالسجل العالمي الحالي للأركيد بتسجيل 50000000 نقطة في 28 يونيو 2014 في أقل من 32 ساعة من اللعب. يتم سرد النتيجة في قاعدة بيانات Twin Galaxies.

## روابط خارجية
- طريق شاو لين على موبي غيمز
- طريق شاو لين في موقع World of Spectrum
- فيديو Youtube: إصدار Shao-lin's Road Bruce Lee - طريقة اللعب